# Тупик (фільм, 1998, Канада)
Тупик (англ. Dead End) — канадський трилер 1998 року.

## Сюжет
Офіцерові поліції Генрі Смовінскі повідомляють, що його колишня дружина загинула, впавши з балкона своєї квартири. А це означає, що тепер Генрі повинен взяти на себе опіку над сином, з яким він до цього майже не бачився. Незабаром Генрі дізнається про свою дружину шокуючу правду: вона була елітною повією, і її смерть цілком могла бути не самогубством, а вбивством. Більш того, поліція підозрює сина, у вбивстві матері, адже він був поруч у момент її падіння.

## У ролях
| Актор           | Роль            |
| --------------- | --------------- |
| Ерік Робертс    | Генрі Смовінскі |
| Джейкоб Тірні   | Адам Комптон    |
| Еліза Робертс   | Меггі Фернес    |
| Джейн Гайтмайер | Кеті Комптон    |
| Джек Лангедійк  | лейтенант Лібо  |
| Лінн Едамс      | Саллі           |
| Френк Скорпіон  | Денніс          |
| Ларрі Дей       | Барнетт         |
| Гучі Бой        | офіцер          |
| Енді Бредшоу    | поліцейський    |